# Harry Blech
Harry Blech (Londres, 2 de març de 1910 - idm. 9 de maig de 1999), fou un violinista i cap d'orquestra britànic.
Blech estudià el violí al Trinity College of Music de la capital britànica amb Sarah Fenwick i després al Manchester College of Music, amb Arthur Catterall i acabà la seva formació a Praga amb Otakar Ševčík. En 1929 a 1930, esdevingué membre de l'Orquèstra Hallé. En 1930, era membre de la BBC Symphony Orchestra sota la direccion d'Adrian Boult.
El 1936, fundà el quartet Blech, amb el que actua fins al 1950. El primer amb Edward Silverman, Douglas Thompson i William Pleeth, i després amb Max Salpeter, Keith Cummings i Douglas Cameron.
El 1942 començà una carrera com a director d'orquestra i funda els "London Wind Players" i el 1949 els "London Mozart Players". L'orquestra es guanyà el reconeixement internacional amb la interpretació de les obres de Mozart, Haydn, Beethoven i Schubert, i com de compositors contemporanis.
Quan Blech es jubilà el 1984, havia actuat amb els London Mozart Players a l'entorn de 200 vegades i també quasi les mateixes com a solista.